# Semiosfera
La semiósfera, o biosfera semiótica, es el mundo de los signos en el que todos los humanos viven e interactúan. Los signos son representaciones que conforman un espacio delimitado con respecto del espacio que lo rodea, que sería el espacio extrasemiótico. Estos ámbitos se encuentran divididos por una frontera de puntos que pertenecen a ambos espacios, la cual actúa como filtro y como traductor. Esta traducción se articula dando sentido a la realidad extrasemiótica, es decir, otorgando sentido dentro de alguno de los sistemas semióticos.
Según Yuri Lotman, la semiosfera funciona como un espacio de contención ante la violencia del mundo, el cual es formado por códigos. En este sentido, la semiósfera es el espacio semiótico fuera del cual es imposible la existencia misma de la semiótica.

## Concepto general
El concepto general de la semiósfera remite a la idea de que el espacio de la semiosis no es homogéneo, ya que existen esferas únicas de sentido, así como “semiósferas particulares”, que serían los espacios individuales o pertenecientes a distintos grupos sociales e históricos.
Dada la heterogeneidad de la semiósfera, como un conjunto de distintas manifestaciones semiósicas, el mecanismo de traducción adquiere una relevancia especial, ya que toda relación comunicativa es una relación de traducción. 
Aunque los diversos sistemas semióticos no aparecen definidos de forma inequívoca en el planteamiento de Lotman, el concepto de cultura, ligado indisolublemente al de semiosis, actúa como un estructurador.

### La frontera semiótica según Lotman
Para Yuri Lotman, los puntos de la frontera de la semiósfera pueden ser equiparados a los receptores sensoriales que traducen los irritantes externos al lenguaje de nuestro sistema nervioso, o a los bloques de traducción que adaptan a una determinada esfera semiótica del mundo exterior a ella.
Esta idea se centra en 2 puntos: la idea de que hay un mundo que se habita y la noción de que los mecanismos de traducción y filtro integran lo extrasemiótico en lo semiótico, lo cual deriva en una concepción del intercambio comunicativo como un proceso de recodificación.

## Críticas
Kalevi Kull, por su parte, plantea que la semiosis sólo puede ser un producto de la conducta de un organismo en un determinado ambiente. Para este autor, es el organismo el que crea el signo que se convierte en una parte constitutiva de la semiósfera, y esto no constituye una adaptación al ambiente, sino que es un acto de continua creación del mismísimo ambiente.